# Lê Ngọc Chấn
Lê Ngọc Chấn (1 tháng 7 năm 1915 – 1986) là luật sư và nhà ngoại giao người Việt Nam, cựu Bộ trưởng Bộ Quốc phòng Quốc gia Việt Nam và Đại sứ Việt Nam Cộng hòa tại Vương quốc Liên hiệp Anh và Hà Lan.

## Tiểu sử
Lê Ngọc Chấn sinh ngày 1 tháng 7 năm 1915 tại tỉnh Thanh Hóa, Trung Kỳ, Liên bang Đông Dương.
Ông thi đậu lấy bằng luật sư tại Trường Đại học Luật khoa Hà Nội.
Ông là một trong những thành viên chủ chốt của Việt Nam Quốc dân Đảng, thành viên của "Mặt trận Đại Đoàn kết và Hòa bình" từ năm 1952 đến năm 1954 và là một trong những người miền Nam ký Tuyên ngôn Caravelle năm 1960.
Dưới thời Quốc gia Việt Nam, khi Ngô Đình Diệm về nước làm Thủ tướng rồi đứng ra lập nội các vào giữa năm 1954, Lê Ngọc Chấn liền được bổ nhiệm làm Bộ trưởng Bộ Quốc phòng vào ngày 7 tháng 7 năm 1954. Dù ông chỉ tại nhiệm được hơn 2 tháng thì từ chức khi nội các này cải tổ vào cuối tháng 9 năm 1954. 
Năm 1955, ông trở thành thành viên của Hội nghị Liên hiệp Pháp.
Dưới thời Đệ Nhị Cộng hòa, ông là Đại sứ Việt Nam Cộng hòa tại Vương quốc Liên hiệp Anh và Hà Lan từ tháng 3 năm 1967 đến tháng 6 năm 1972.
Sau ngày 30 tháng 4 năm 1975, Lê Ngọc Chấn bị chính quyền mới bắt giam rồi đưa đi học tập cải tạo. Đầu thập niên 1980, ông mới được trả tự do và qua đời vào năm 1986 tại Thành phố Hồ Chí Minh.

## Đời tư
Lê Ngọc Chấn và vợ là bà Trần Thị Vân Chung có bốn người con (hai trai, hai gái).

### Trích dẫn
1. 1 2 3 4 5 6 7 8 9 10 11 12 13  Vietnam Press 1967, tr. lnc0566 1-2.
2. 1 2 3 4 5 6 7 8 9 10 11 12 13  Vietnam Press 1972, tr. 61.
3. 1 2 3 4 5 6 7 8 9 10 11 12 13  Vietnam Press 1974, tr. 107.
4. ↑  "INDO-CHINA: Revolt Among Survivors". Time (bằng tiếng Anh). ngày 27 tháng 9 năm 1954. ISSN 0040-781X. Bản gốc lưu trữ ngày 15 tháng 7 năm 2022. Truy cập ngày 15 tháng 7 năm 2022.
5. ↑  Chapman 2013, tr. 238.
6. ↑  Trần Nam Tiến 2020, tr. 83.
7. ↑  Đoàn Thêm 1966, tr. 149.
8. ↑  "Buckingham Palace. 2 May 1967". The London Gazette Số 44308 Trang 5203. ngày 9 tháng 5 năm 1967. Bản gốc lưu trữ ngày 8 tháng 2 năm 2020. Truy cập ngày 15 tháng 7 năm 2022.(tiếng Anh)
9. ↑  Cao Mỵ Nhân (ngày 28 tháng 1 năm 2015). "Ảo giác tình thơ". saigontimesusa.com. Bản gốc lưu trữ ngày 9 tháng 8 năm 2016. Truy cập ngày 15 tháng 7 năm 2022.
10. ↑  Cao mỵ Nhân (ngày 28 tháng 1 năm 2015). "Vân Nương- Trần thị Vân Chung: "... LÀ TTKH THÌ ĐÃ SAO ĐÂU?"". vietpen.org. Bản gốc lưu trữ ngày 15 tháng 7 năm 2022. Truy cập ngày 14 tháng 7 năm 2022.